# Hands up (gênero musical)
Hands up (também conhecido como Techno Hands Up ou Dancecore, e às vezes estilizado como Handz Up! ou HandzUp!) é um estilo de música trance, e uma derivação do Eurodance que geralmente combina diversos elementos de estilos como o techno, happy hardcore e uplifting trance. O nome do gênero significa "mãos para cima", em alusão ao popular gesto de por as mãos para cima quando se dança música eletrônica em clubes e festas.[carece de fontes?]

## Histórico
O estilo de música surgiu na Alemanha em meados das décadas de 1990 e 2000 com forte influência do Eurodance, happy hardcore e do uplifting trance. Seu sucesso comercial surgiu em meados do final da década de 1990, quando projetos como o Scooter alavancavam o gênero, tendo seu ápice durante os anos 2000 com o surgimento do Cascada, Groove Coverage, Brooklyn Bounce, Basshunter e outros projetos.[carece de fontes?]

## Características
A revista de música eletrônica alemã Raveline definiu o Hands up como "um gênero musical dance de 140 BPM" com sintetizadores marcados por ondas dente de serra (sawtooth waves), linhas de baixo com graves distorcidos e loops de breakbeat, mencionando ainda os artistas Rocco & Bass-T, Manian, 89ers, Special D. e The Real Booty Babes como exponentes do estilo.
As melodias possuem uma estrutura simples e pegajosa, sempre enérgica e entre 140 e 150 BPM, utilizando sempre de ondas dente de serra bem agudas para realçar sua evolução enquanto a melodia vocal frequentemente é acompanhada de sintetizadores  Em contraste ao uplifting trance, gênero ao qual se atribui a origem do Hands up, as canções não se baseiam em criar tensão, atmosferas ou possuírem longa duração, mas sim em refrães com verso típico de música pop, tons de sintetizador impactantes e média a curta duração.

## Sucesso comercial
Atualmente, é raro encontrar músicas deste gênero nas paradas e rankings de músicas mais tocadas ao redor do mundo, embora o estilo ainda possua grande popularidade de nicho em alguns lugares da Europa Central e em alguns países do Leste Europeu. Embora seja um gênero considerado nichado, é amplamente difundido em diversas comunidades ao redor do mundo pela internet, sendo possível encontra-lo em rádios online, festas temáticas da década de 2000 e através de projetos e selos independentes como o "Hands Up Will Never Die" e o "Hands Up Legacy".

### Exemplos de canções do gênero Hands up
- Groove Coverage - Moonlight Shadow
- Cascada - Everytime We Touch
- Brooklyn Bounce - Loud & Proud
- Basshunter - All I Ever Wanted
- Manian - Ravers In The UK
- ItaloBrothers - Stamp On The Ground
- DJ Satomi - Waves
- Special D. - Come With Me
- Klubbingman - Revolution (We Call It)
- Rocco & Bass-T - Break I